# Замошье (Краснопрудская волость)
Замошье — деревня в Краснопрудской волости Псковского района Псковской области России.
Расположена в 13 км к югу от волостного центра Кирово и в 65 км к югу от города Пскова.
Постоянное население по состоянию на 2000 год в деревне отсутствовало.